# 琳紗織
琳 紗織（りん さおり、本名：林 紗織、1985年1月17日 - ）は、ヒラタオフィス所属のタレント。身長160cm、B82 W56 H80。東京都東大和市出身。青山学院大学国際政治学部卒業。

## 人物
- 台湾出身で、母親が台湾人の日台ハーフである。
- 特技は英会話、中国語。アメリカに短期留学していた。
- 実家は不動産会社を経営する令嬢で、自身も役員として勤務している。
- ワインが趣味で数十万円のものも購入する。
- 好きな男性のタイプは金城武
- シアワセ結婚相談所にて月々のクレジットカード（ブラックカード）の支払が数百万円に上ることや複数の家を所有していると語った。また家では120匹の猫を飼っており月々のエサ代が百万程度かかるという。ちなみに猫は野良猫などを放っておけなくて助けたもの。
- 上記番組の「弱点曝け出しお見合い」では夜の営みは3ヶ月に一回でも多いと思う、などの暴露も行った。相手に望む年収は2億、などとも語ったが最終的には年収2000万円超の男性二人を蹴り年収200万のフリーター兼俳優のイケメンを選んだ。

## 出演番組
- 『銀幕会議2』 （フジテレビ系） (2007年4月〜）
- 『シアワセ結婚相談所』（日本テレビ系）2009年12月1日（不動産会社役員として出演。3人の男性と弱点さらけ出しお見合い）
- 『Take Me Out』（TBS）2009年12月10日